# Vangelo di Eva
Il Vangelo di Eva è un vangelo gnostico, scritto probabilmente tra il II-III secolo. Andato perduto, ne sono pervenute solo testimonianze indirette tramite alcuni Padri della Chiesa, in particolare Epifanio di Salamina.
Il contenuto del testo è ignoto. Secondo quanto riportato da Epifanio, in esso Eva cerca di apprendere la conoscenza, dunque la salvezza, mangiando il frutto dell'albero della conoscenza del bene e del male. Esaltava tra l'altro il coito interrotto e ingoiare sperma come atto religioso.
Probabilmente il Vangelo di Eva coincide con un altro vangelo apocrifo perduto, il Vangelo della Perfezione.